# Mario Robotti
Mario Robotti, italijanski general, * 25. november 1882, † 1955.